# Polyscias baehniana
Polyscias baehniana là một loài thực vật có hoa trong Họ Cuồng cuồng. Loài này được (Bernardi) Bernardi miêu tả khoa học đầu tiên năm 1971.